# 杉江勇次
杉江 勇次（すぎえ ゆうじ、1968年〈昭和43年〉7月10日 - ）は、ウェザーマップ所属の気象予報士。

## プロフィール
千葉県松戸市出身。中央大学理工学部卒業後、富士通で3年間システムエンジニアをしていたが、1回目の試験で気象予報士の資格を取得し、ウェザーマップに転職。TBSでお天気キャスターを6年間務めた後、日本テレビに移りお天気キャスターを務めることとなった。
ドラム演奏が趣味で、雷の時には激しくシンバルを鳴らすといった、ドラムを使った天気予報をした。

## 現在の担当番組
- news every.サタデー[2]（日本テレビ）

2017年10月下旬より木原実が頸椎損傷により『news every.』平日版を休養していたために杉江が出演しており、土曜版は伊藤宏幸や鈴木勝博が代理を務めていた。木原実の復帰に伴い、2018年3月23日放送をもって平日担当を離れた。また、木原実優（吉本坂46・木原実の娘）が2020年12月4日に新型コロナウイルスの陽性判定された事を受け、木原実が12月7日から17日まで「every.」の出演を見合せた事を受け、この期間中、代理出演した（木原実本人はPCR検査で陰性と判定されたが、保健当局の指導による）。

## 過去の担当番組
- おはようクジラ（TBS）
- お天気クジラ（TBS）- 水・木曜のみ
- JNNニュース1130（TBS）
- ベストタイム（TBS） - ニュースコーナーのみ（2000.04 - 2002.03）
- JNNニュースの森（TBS） - 日曜のみ
- さきどり!Navi（日本テレビ[6]）
- NNNニュースD（平日版）（日本テレビ[7]・2002.04 - 2007.09）
- NNNストレイトニュース（平日版）（日本テレビ[6]・2007.10 - 2008.09）
- あさ天サタデー（日本テレビ）
- NNN Newsリアルタイム・サタデー（日本テレビ）
- Oha!4 NEWS LIVE（日本テレビ[6]・2011年10月4日 -2013年3月27日 火・水）[8]
- ズームイン!!サタデー（日本テレビ）